# Каюга (плем'я)
Каюга, кайюга (самоназва: Guyohkohnyo або Gayogohó:no — «люди великого болота») — корінне індіанське плем'я, одне з п'яти племен, що утворили Ірокезьку конфедерацію. Батьківщина каюга — місцевість поблизу озер Фінгер уздовж озера Каюга, між територіями споріднених племен Онондага та сенека.

## Назва та мова
Буквальне значення назви племені — «люди великого болота».
Мова каюга належить до північної групи ірокезької мовної сім'ї.

## Території
Історична батьківщина каюга — місцевість поблизу озер Фінгер уздовж озера Каюга, між територіями споріднених племен онондага та сенека.

## Сучасність
Зараз існує три групи каюга. Дві великі (нижні та верхні каюга), як і раніше, мешкають в Онтаріо. Третю групу складають каюга, що проживають на території США: в штатах Нью-Йорк та Оклахома (в складі племені сенека-каюга).

## Відомі каюга
- Гарі Фармер — актор і режисер.